# Épisodes d'Almost Human
Cet article présente les treize épisodes de la série télévisée américaine Almost Human.

## Généralités
- Le 8 mai 2013, la série a été officiellement commandée par le réseau FOX[1].
- Initialement le lancement de la série était prévu pour le lundi 4 novembre 2013[2]. Cependant la FOX a décidé de reporter l'arrivée de la série au dimanche 18 novembre 2013 avant de s'installer dans sa case régulière du lundi[3].
- Au Canada, la série est diffusée en simultané sur le réseau Global[4].

## Synopsis
En 2048, la police de Los Angeles emploie des androïdes, dépourvus d'émotions. L'inspecteur John Kennex doit faire équipe avec l'un d'entre eux. Ce dernier est cependant dysfonctionnel : il a de l'affect...

## Distribution

### Acteurs principaux
- Karl Urban (VF : Bruno Choël) : John Kennex
- Michael Ealy (VF : Daniel Lobé) : Dorian
- Lili Taylor (VF : Caroline Beaune) : Capitaine Sandra Maldonado
- Mackenzie Crook (VF : Laurent Morteau) : Rudy Lom
- Michael Irby (VF : Loïc Houdré) : Richard Paul
- Minka Kelly (VF : Marie Diot) : Valerie Stahl
- Mekia Cox (VF : Célia Charpentier) : Anna, ex de John

### Acteurs récurrents
- Hiro Kanagawa (VF : Stéphane Fourreau) : Le Recollecteur (épisode 1, 6 et 10)
- Ella Thomas (VF : Véronique Picciotto) : Vanessa (épisode 2)
- Darla Taylor (VF : Véronique Picciotto) : Charlene (épisode 2)
- Damon Herriman (VF : Xavier Béja) : Lucas Vincent l'imitateur (épisode 3)
- Shannon Hearn (VF : Eric Marchal) : Harrison (épisode 3)
- Josh Blacker (VF : Eric Marchal) : Maxwell (épisode 4)
- David Dastmalchian (VF : Fabrice Trojani) : Simon (épisode 7)
- John Larroquette : Nigel Vaughn (épisode 9)
- Gina Carano : Danica (épisode 9)
- Anna Galvin (VF : Claire Guyot) : Mme Hoving (épisode 10)
- Reece Thompson (en) (VF : Yoann Sover) : Nico (épisode 11)
- Matthew Kevin Anderson (VF : Cyril Mazzotti) : S.A.M. (épisode 11)
- Matthew Harrison (VF : Michel Voletti) : Dr Randolph Amir (épisode 12)
- Tony Cox (VF : Christophe Desmottes) : Di Carlo (épisode 12)
- Alex Barima (VF : Jean-Michel Vaubien) : Luca (épisode 13)
- Graeme Duffy (VF : Christophe Desmottes) : un journaliste (épisode 13)
- Dalias Blake (VF : Jean-Michel Vaubien) : Michael Bennett (épisode inconnu)

## Épisodes

### Épisode 1:Binôme
- États-Unis /  Canada : 17 novembre 2013 sur FOX[3] / Global
- France : 13 janvier 2015 sur TF1[5]
- Belgique : 27 juillet 2014 sur La Deux[6]
- Québec : 24 novembre 2014 sur Ztélé[7]

- États-Unis : 9,18 millions de téléspectateurs[8] (première diffusion)
- Canada : 1,181 million de téléspectateurs[9] (première diffusion)
- France : 1,61 million de téléspectateurs[10] (première diffusion)

### Épisode 2:Sexbots
- États-Unis /  Canada : 18 novembre 2013 sur FOX / Global
- France : 14 janvier 2015 sur TF1
- Belgique : 27 juillet 2014 sur La Deux
- Québec : 1er décembre 2014 sur Ztélé

- États-Unis : 6,76 millions de téléspectateurs[11] (première diffusion)
- Canada : 1,394 million de téléspectateurs[12] (première diffusion + différé 7 jours)
- France : 1,04 million de téléspectateurs[10] (première diffusion)

- Anthony Konechny (MX-43 #1)
- Darren E. Scott (MX-43 #2)
- Garfield Wilson (MX-43 #3)
- Darla Taylor (Charlene)
- Robert Moloney (Sebastian Jones)
- Ella Thomas (Vanessa)
- Jos Viramontes (Lorenzo Shaw)
- Bulat Nasibullin (Jeune homme albanais)
- Peter Ciuffa (Andrei)
- Rowland Pidlubny (Yuri Idrizzi)
- Chad Riley (Détective Martin Pelham)
- Raphael Alejandro (Victor Haseman)
- Danielle Kremeniuk (Maria Pelham)
- Jaden Rain (Marty Pelham, Jr.)
- Vivian Cruise (Kristen Haseman)

### Épisode 3:L'Otage cachée
- États-Unis /  Canada : 25 novembre 2013 sur FOX / Global
- France : 14 janvier 2015 sur TF1
- Belgique : 27 juillet 2014 sur La Deux
- Québec : 8 décembre 2014 sur Ztélé

- États-Unis : 6,12 millions de téléspectateurs[13] (première diffusion)
- Canada : 1,371 million de téléspectateurs[14] (première diffusion + différé 7 jours)
- France : 661 000 téléspectateurs[10] (première diffusion)

- Anthony Konechny (MX-43 #1)
- Darren E. Scott (MX-43 #2)
- Garfield Wilson (MX-43 #3)
- Emily Rios (Paige)
- Damon Herriman (Lucas Vincent)
- Richard Stroh (Boone)
- Kam Kozak (Danny)
- Max Boateng (Gregor)
- William Vaughan (James)
- Allison Araya (Madame Miller)
- Julia Tortolano (Jenna)

### Épisode 4:Le Chimiste infiltré
- États-Unis /  Canada : 2 décembre 2013 sur FOX / Global
- Belgique : 3 août 2014 sur La Deux
- Québec : 15 décembre 2014 sur Ztélé
- France : 20 janvier 2015 sur TF1

- États-Unis : 5,87 millions de téléspectateurs[15] (première diffusion)
- Canada : 1,226 million de téléspectateurs[16] (première diffusion + différé 7 jours)
- France : 1,394 million de téléspectateurs[réf. nécessaire] (première diffusin)

- Benito Martinez (Capitaine Alexio Barros)
- Steve Bradley (Cooper)
- Robert Parent (Cruz)
- Rob Hayter (Tempesco)
- Josh Blacker (Maxwell alias L'évêque)
- Mark Acheson (Nolan Santana alias Le Cuisinier)
- Walter Uegama (Nuri)
- Jane McGregor (Kelly Cooper)
- Patrick Gallagher (Tony Han)
- Tony Everett (Technicien)
- Anthony Konechny (MX-43 #1)
- Darren E. Scott (MX-43 #2)
- Garfield Wilson (MX-43 #3)

### Épisode 5:Frères meurtriers
- États-Unis /  Canada : 9 décembre 2013 sur FOX / Global
- Belgique : 3 août 2014 sur La Deux
- Québec : 22 décembre 2014 sur Ztélé
- France : 21 janvier 2015 sur TF1

- États-Unis : 6,05 millions de téléspectateurs[17] (première diffusion)
- Canada : 1,346 million de téléspectateurs[18] (première diffusion + différé 7 jours)
- France : 777 000 téléspectateurs[19] (première diffusion)

- Alex Miller (Ethan Avery)
- Megan Ferguson (Maya Vaughn)
- Katey Hoffman (Haley Myers)
- Kavan Smith (Assistant du procureur Blake)
- Glynis Davies (Ada Ortega)
- Ian Carter (Juge Anderson)
- Justine Warrington (Femme jurée)
- Peter Grier (Greffier)

### Épisode 6:Quand le cœur s'arrête
- États-Unis /  Canada : 16 décembre 2013 sur FOX / Global
- Belgique : 10 août 2014 sur La Deux
- Québec : 29 décembre 2014 sur Ztélé
- France : 21 janvier 2015 sur TF1

- États-Unis : 5,34 millions de téléspectateurs[20] (première diffusion)
- Canada : 1,354 million de téléspectateurs[21] (première diffusion + différé 7 jours)
- France : 461 000 téléspectateurs[19] (première diffusion)

- Anthony Konechny (MX-43 #1)
- Darren E. Scott (MX-43 #2)
- Garfield Wilson (MX-43 #3)
- Jonathan Holmes (Henry Mills)
- Patrick Sabongui (Docteur Keating)
- BC Lee (Leonard Li)
- Benjamin Rogers (Oscar)
- Elizabeth McLaughlin (Amelia)
- Erica Carroll (Madame Rivera)
- Laura Adkin (Jacinta)
- Kara McKnight (Fille d'Amelia)
- Sharmaine Yeoh (Femme asiatique)
- Fred Keating (L'homme d'âge mûr)
- Sheila Tyson (Marla)
- Hugo Steele (Raphael)
- Alyson Bath (La blonde pulpeuse)
- Diana Ha (Madame Li)
- Yoshie Bancroft (Receptioniste de Vastik)
- Yasmin Abidi (Femme docteur)
- Jimmie O'Sullivan (Patient des urgences)
- Jennifer Juniper-Angeli (Infirmière des urgences)
- Leana Yu (Infirmière de la salle d'opération)
- Lucas Wolf (Assistant du docteur)
- Ian Bideshi (Anesthésiste)
- Reginald Boaler (Chirurgien)
- Christopher Ang (Officier)
- Mark Brandon (Médecin Holographique)
- Vanessa Walsh (Officier tactique homme)
- Leo Chiang (Officier tactique femme)
- Hiro Kanagawa (Recollecteur)
- David Bloom (Earl)

### Épisode 7:Jacques a dit: «Meurs!»
- États-Unis /  Canada : 6 janvier 2014 sur FOX[22] / Global[23]
- Belgique : 10 août 2014 sur La Deux
- Québec : 5 janvier 2015 sur Ztélé
- France : 27 janvier 2015 sur TF1

- États-Unis : 6,35 millions de téléspectateurs[24] (première diffusion)
- Canada : 1,586 million de téléspectateurs[25] (première diffusion + différé 7 jours)
- France : 1,514 million de téléspectateurs[26] (première diffusion)

- Anthony Konechny (MX-43 #1)
- Darren E. Scott (MX-43 #2)
- Garfield Wilson (MX-43 #3)
- David Dastmalchian (Simon)
- Alessandro Juliani (Ramon)
- Leanne Lapp (Vilma)
- Crystal Lowe (Jeannie)
- Michael Sangha (Policier en uniforme)
- Joe Costa (Monsieur Hartman)

### Épisode 8:Vous êtes ici
- États-Unis /  Canada : 13 janvier 2014 sur FOX / Global
- Belgique : 17 août 2014 sur La Deux
- Québec : 12 janvier 2015 sur Ztélé
- France : 28 janvier 2015 sur TF1

- États-Unis : 6,88 millions de téléspectateurs[27] (première diffusion)
- Canada : 1,48 million de téléspectateurs[28] (première diffusion + différé 7 jours)
- France : 840 000 téléspectateurs[26] (première diffusion)

- Anthony Konechny (MX-43 #1)
- Darren E. Scott (MX-43 #2)
- Garfield Wilson (MX-43 #3)
- Tim Kelleher (Reinhardt)
- Annie Monroe (Kira)
- Nick Hunnings (Anton)
- Andrei Kovski (Radovan)
- Jaime Callica (Officier Loeb)
- David Ingram (George Reed)
- Chad Riley (Détective Martin Pelham)
- Tatyana Forrest (Natalie)
- Sarah-Jane Redmond (Dr Friedman)
- Kerry Van Der Griend (Jim)
- Avery Hollows (Aimee)
- Sunita Prasad (Janet)
- Sage Brocklebank (Wilkes)
- David Neale (Marty)

### Épisode 9:Le Créateur
- États-Unis /  Canada : 3 février 2014 sur FOX / Global
- Belgique : 17 août 2014 sur La Deux
- Québec : 19 janvier 2015 sur Ztélé
- France : 28 janvier 2015 sur TF1

- États-Unis : 6,41 millions de téléspectateurs[29] (première diffusion)
- Canada : 1,41 million de téléspectateurs[30](première diffusion)
- France : 514 000 téléspectateurs[26] (première diffusion)

- John Larroquette (Nigel Vaughn)
- Gina Carano (Danica)
- Murray Peeters (Policier en uniforme #1)
- Jaime Callica (Policier en uniforme #2)
- Kirsten Robek (Mère de famille)
- Bailey Herbert (Fille)
- Anthony Konechny (MX-43 #1)
- Darren E. Scott (MX-43 #2)

### Épisode 10:Les Chromes
- États-Unis /  Canada : 10 février 2014 sur FOX / Global
- Belgique : 24 août 2014 sur La Deux
- Québec : 26 janvier 2015 sur Ztélé
- France : 3 février 2015 sur TF1[26]

- États-Unis : 5,74 millions de téléspectateurs [31] (première diffusion)
- Canada : 1,40 million de téléspectateurs[32](première diffusion)
- France : 1,219 million de téléspectateurs[33] (première diffusion)

### Épisode 11:La Maison intelligente
- États-Unis /  Canada : 17 février 2014 sur FOX / Global
- Belgique : 24 août 2014 sur La Deux
- Québec : 2 février 2015 sur Ztélé
- France : 4 février 2015 sur TF1

- États-Unis : 5,35 millions de téléspectateurs[34] (première diffusion)
- Canada : 1,40 million de téléspectateurs[35](première diffusion)
- France : 708 000 téléspectateurs[33] (première diffusion)

### Épisode 12:À la recherche de la perfection
- États-Unis /  Canada : 24 février 2014 sur FOX / Global
- Belgique : 31 août 2014 sur La Deux
- Québec : 9 février 2015 sur Ztélé
- France : 4 février 2015 sur TF1

- États-Unis : 5,27 millions de téléspectateurs[36] (première diffusion)
- Canada : 1,5 million de téléspectateurs[37](première diffusion)
- France : 426 000 téléspectateurs[33] (première diffusion)

- Michael Eklund : Eric Lathem
- Rhonda Dent : Judy Wood
- Jesse Hutch : Jake Bellman

### Épisode 13:L'Homme de paille
- États-Unis /  Canada : 3 mars 2014 sur FOX[38] / Global
- Belgique : 31 août 2014 sur La Deux
- Québec : 16 février 2015 sur Ztélé
- France : 4 février 2015 sur TF1

- États-Unis : 5,63 millions de téléspectateurs[39] (première diffusion)
- Canada : 1,34 million de téléspectateurs[40](première diffusion)
- France : 314 000 téléspectateurs[33] (première diffusion)

- John Diehl : Edward Kennex
- Shaun Smyth : Glen Dunbar
- Christie Burke : Abby McKenzie

## Audiences aux États-Unis
| no d'épisode | Titre original     | Titre français                  | Chaîne | Date de diffusion originale | Audience (en millions de téléspectateurs) | Pdm sur les 18-49 ans |
| ------------ | ------------------ | ------------------------------- | ------ | --------------------------- | ----------------------------------------- | --------------------- |
| 1            | Pilot              | Binôme                          | FOX    | 17 novembre 2013            | 9.18                                      | 3.1                   |
| 2            | Skin               | Sexbots                         | FOX    | 18 novembre 2013            | 6.76                                      | 2.3                   |
| 3            | Are You Receiving? | L'otage cachée                  | FOX    | 25 novembre 2013            | 6.12                                      | 1.9                   |
| 4            | The Bends          | Le chimiste infiltré            | FOX    | 2 décembre 2013             | 5.87                                      | 1.7                   |
| 5            | Blood Brothers     | Frères meurtriers               | FOX    | 9 décembre 2013             | 6.05                                      | 1.8                   |
| 6            | Arrhythmia         | Quand le cœur s'arrête          | FOX    | 16 décembre 2013            | 5.34                                      | 1.6                   |
| 7            | Simon Says         | Jacques a dit : «Meurs !»       | FOX    | 6 janvier 2014              | 6.35                                      | 1.8                   |
| 8            | You Are Here       | Vous êtes ici                   | FOX    | 13 janvier 2014             | 6.88                                      | 2.0                   |
| 9            | Unbound            | Le créateur                     | FOX    | 3 février 2014              | 6.41                                      | 1.9                   |
| 10           | Perception         | Les chromes                     | FOX    | 10 février 2014             | 5.74                                      | 1.6                   |
| 11           | Disrupt            | La maison intelligente          | FOX    | 17 février 2014             | 5.35                                      | 1.7                   |
| 12           | Beholder           | À la recherche de la perfection | FOX    | 24 février 2014             | 5.27                                      | 1.6                   |
| 13           | Straw Man          | L'homme de paille               | FOX    | 3 mars 2014                 | 5.63                                      | 1.5                   |